# Леви, Гидеон
Гидеон Леви (ивр. גדעון לוי; род. 1953) — израильский журналист и публицист, пишущий в газете «Гаарец» («Хаарец»). Известен прежде всего как критик израильской политики на оккупированных палестинских территориях. Имеет левые взгляды. Ведёт в газете «Хаарец» еженедельную рубрику «Сумеречная зона», в которой описывает проблемы, с которыми сталкиваются палестинцы, жители Западного берега реки Иордан и Газы. Помимо работы в газете «Гаарец», известен как автор книги, телеведущий, автор документальных фильмов и телепрограмм. Обладатель премии имени Соколова (2021).

## Биография
Родился в Тель-Авиве в 1953 году в семье, пережившей Холокост. В юности, по собственному признанию, придерживался традиционных израильских политических взглядов. По этому поводу он пишет, что «был полным участником националистическо-религиозной оргии».
С 1974 по 1978 гг. работал на радио израильской армии. С 1978 по 1982 годы служил помощником у Шимона Переса, бывшего в то время главой израильской партии «Авода». С 1982 года работает в газете «Гаарец», в 1983-87 годах был заместителем главного редактора. С 1988 года ведёт в газете рубрику «Сумеречная зона».
В 2004 году издал книгу, в которой собраны его публикации из этой рубрики. Книга называется «Сумеречная Зона — Жизнь и смерть под израильской оккупацией». Также принимал участие в создании документального сериала про российских евреев после падения коммунизма («Шепчущие угли», ивр.גחלת לוחשת), вёл телепередачу «Персональная встреча с Гидеоном Леви» на 3 канале израильского кабельного телевидения, периодически является гостем на других ток-шоу.
По словам Леви, его диссидентские взгляды на израильскую политику по отношению к палестинцам стали развиваться только после того, как он начал работать на газету «Гаарец». Леви пишет:
Когда я впервые стал обозревателем «Гаарец» на Западном берегу, я был молодым и с промытыми мозгами. Если я видел поселенцев, срезающих оливковые деревья или солдат, плохо обращающихся с палестинскими женщинами на КПП, то я думал — «Это исключения, а не часть государственной политики». Лишь спустя длительное время я осознал, что это не исключения, а сущность политики правительства 
Леви проживает в Тель-Авиве, разведён, отец двух детей.

## Политические взгляды
Леви определяет себя «израильским патриотом». В одном из интервью Леви сказал: «Моей скромной целью является недопущение ситуации, при которой многие израильтяне смогут сказать „Мы не знали“». Он часто подвергает критике, согласно его выражению, «моральную слепоту» израильского общества по отношению к эффектам, производимым израильскими военными действиями и оккупацией в секторе Газа и на Западном берегу. Строительство израильских поселений на частной палестинской земле он описывает как «наиболее преступное предприятие в истории Израиля». Леви выступил против израильско-ливанской войны в 2006 году и распространённого мнения, что гражданские жертвы не только неизбежны, но и приемлемы. В 2007 году он заявил, что положение палестинцев в секторе Газа заставляет его стыдиться быть израильтянином.
Леви поддерживает односторонний уход с оккупированных палестинских территорий без требований уступок. Он пишет: «От Израиля не просят что-либо „дать“ палестинцам. От него только просят вернуть — вернуть их украденную землю и восстановить их растоптанное самоуважение вместе с фундаментальными человеческими правами».
В 2010 году Леви определил ХАМАС как фундаменталистскую организацию и признал её ответственной за обстрелы израильских городов: «ХАМАС должен быть обвинён в запусках ракет Кассам. Это несносно. Ни одно суверенное государство не промолчало бы. Израиль имеет право реагировать. […] Я был бы счастлив, если бы ХАМАС был ослаблен или лишился власти, но этого не произошло […] первый вопрос, который вы должны задать себе, — почему ХАМАС запустил ракеты. Прежде чем критиковать Хамас, я бы предпочел критиковать свое собственное правительство, которое несет гораздо большую ответственность за оккупацию и условия в Газе».
По его мнению, операция «Литой свинец» (2009) была полным провалом для Израиля и ни одна из её целей не была достигнута. В передовице газеты «Хаарец» он написал: «Выводом стало то, что Израиль является агрессивной и опасной страной, свободной от любых сдерживающих факторов, грубо игнорирующей резолюции Совета Безопасности ООН и при этом не обращающей никакого внимания на международное право».

## Признание и награды
За свои статьи он в 1996 году награду от израильской «Ассоциации за права человека», а 2021 году — премию имени Соколова.

## Оценки

### Положительные
Британская газета The Independent охарактеризовала его как «самого ненавидимого» и, «возможно, наиболее героического» человека в Израиле. Французская газета Le Monde назвала его «тернием в боку у Израиля», а Der Spiegel охарактеризовал его как «наиболее радикального израильского комментатора». Левая пресса западных стран с готовностью цитирует Гидеона Леви.

### Отрицательные
Израильские СМИ называют его взгляды ультралевыми и предвзятыми в этой связи, как и позицию газеты «Гаарец», где он, как правило, публикуется. Его статьи подвергаются в Израиле жёсткой критике, в частности его называли «пропагандистом ХАМАСа».
Израильская писательница Ирит Линур в 2002 году написала в газету «Гаарец» открытое письмо, в котором отказывалась от подписки на газету в связи с публикациями Гидеона Леви и Амиры Хасс. В частности, она писала: «Человек имеет право придерживаться радикально левых взглядов… Но „Гаарец“ достигла точки, в которой её антисионизм стал уже тупым и злобным». Она также заявила, что Леви является дилетантом, поскольку не говорит на арабском. Подписку отменили и другие известные в Израиле личности, например, Рони Даниэль, военный корреспондент 2-го канала телевидения .